# Campsiandra
Campsiandra es un género de plantas fanerógamas  perteneciente a la familia Fabaceae.Comprende 23 especies descritas y de estas, solo 18 aceptadas.

## Taxonomía
El género fue descrito por George Bentham y publicado en Journal of Botany, being a second series of the Botanical Miscellany 2: 93–94. 1840.

## Especies aceptadas
A continuación se brinda un listado de las especies del género Campsiandra aceptadas hasta julio de 2014, ordenadas alfabéticamente. Para cada una se indica el nombre binomial seguido del autor, abreviado según las convenciones y usos.
| - Campsiandra angustifolia - Campsiandra aymardii - Campsiandra casiquiarensis - Campsiandra chigo-montero - Campsiandra comosa - Campsiandra curaara - Campsiandra emonensis - Campsiandra ferruginea - Campsiandra gomez-alvareziana - Campsiandra guayanensis - Campsiandra implexicaulis - Campsiandra macrocarpa - Campsiandra nutans - Campsiandra pasibensis - Campsiandra steyermarkiana - Campsiandra taphornii - Campsiandra velutina - Campsiandra wurdackiana |